# Amana
Amana ist ein weiblicher Vorname, der auf keltische und arabische Wurzeln zurückgeht. Im Keltischen bedeutet Amana „Bach“. Früher wurden daher viele Flüsse ganz einfach Amana oder Anisa genannt.
Im Arabischen bedeutet أمانة / Amāna Ehrlichkeit und Treue. Der Name wurde auch ins Swahili entlehnt, wo er Vertrauen bedeutet. 
Im Hohen Lied Salomos der Bibel wird mit Amana ein Berg bezeichnet. In islamischen Kulturen wird der Name Amana (Erfüllung seiner Aufgabe) von al-mana (das anvertraute Gut) abgeleitet. Ähnlich hierzu sind Amn bzw. Aman (Sicherheit) entstanden.